# The Wrestler (film, 1974)
Pour les articles homonymes, voir The Wrestler.
The Wrestler est un film américain réalisé par James A. Westman, sorti en 1974.

## Synopsis
Le promoteur de lutte professionnelle Frank Bass (Ed Asner) doit faire face aux pressions de la gestion d'une promotion de lutte professionnelle, faire face aux pressions de trouver constamment de nouveaux lutteurs pour attirer les foules, garder les lutteurs qu'il a sous contrat sous contrôle et surtout faire face au fait que l'homme de tête, le champion de « la Ligue » Mike Bullard (Verne Gagné) vieillit et qu'il y a une pression pour le remplacer par un lutteur plus jeune. L'un de ces remplaçants possibles est le dernier challenger Billy Taylor (Billy Robinson). À un moment donné, Bass rencontre un certain nombre d'autres promoteurs de lutte (joués par des promoteurs de lutte réels de la National Wrestling Alliance , y compris Vincent J. McMahon ) pour éventuellement créer un "Super Bowl of Wrestling". Face à la pression, Frank Bass décide de soutenir Bullard alors qu'il affronte le challenger Billy Taylor à l'apogée du film.

## Fiche technique
- Titre : The Wrestler
- Réalisation : James A. Westman
- Scénario : Eugene Gump
- Production : W.R. Frank, Verne Gagne
- Musique : Mona Brandt et Pat McKee
- Photographie : Gil Hubbs
- Montage : Neal Chastain
- Pays de production : États-Unis
- Format : Couleurs - 1,85:1 - Mono - 35 mm
- Genre : drame
- Durée : 105 minutes
- Date de sortie : 
  - États-Unis : 1974

## Distribution
- Edward Asner : Frank Bass
- Vince McMahon : Lui-même
- Dusty Rhodes : Lui-même
- Ric Flair : Lui-même
- « Superstar » Billy Graham : Lui-même
- Dick Murdoch : Lui-même
- Dory Funk Jr. : Lui-même
- Pedro Morales : Lui-même
- Zarak : la légende "Zarak"

## Autour du film
- Le tournage s'est déroulé à Minneapolis, dans le Minnesota.
- La chanson I See Them est interprétée par Mona Brandt et Pat McKee.